# 56. ceremonia wręczenia Złotych Globów
Złote Globy za rok 1998 zostały przyznane 24 stycznia 1999 roku w Beverly Hilton Hotel w Beverly Hills w 13 kategoriach filmowych i 11 kategoriach telewizyjnych. Uroczysta ceremonia wręczenia nagród Stowarzyszenia Prasy Zagranicznej w Hollywood odbyła się po raz 56.
Lista zwycięzców (pogrubione) oraz nominowanych w poszczególnych kategoriach:

## Kino
Najlepszy dramat:
- Elizabeth
- Bogowie i potwory
- Szeregowiec Ryan
- Zaklinacz koni
- Truman Show

Najlepszy musical lub komedia:
- Maska Zorro
- Patch Adams
- Zakochany Szekspir
- Sposób na blondynkę
- Masz wiadomość

Najlepszy aktor w dramacie:
- Jim Carrey – Truman Show
- Stephen Fry – Wilde. Historia pisarza
- Tom Hanks – Szeregowiec Ryan
- Ian McKellen – Bogowie i potwory
- Nick Nolte – Prywatne piekło

Najlepszy aktor w musicalu lub komedii:
- Antonio Banderas – Maska Zorro
- Michael Caine – O mały głos
- Tom Hanks – Masz wiadomość
- John Travolta – Barwy kampanii
- Robin Williams – Patch Adams

Najlepsza aktorka w dramacie:
- Cate Blanchett – Elizabeth
- Fernanda Montenegro – Dworzec nadziei
- Susan Sarandon – Przybrana rodzina
- Meryl Streep – Jedyna prawdziwa rzecz
- Emily Watson – Hilary i Jackie

Najlepsza aktorka w musicalu lub komedii:
- Cameron Diaz – Sposób na blondynkę
- Jane Horrocks – O mały głos
- Gwyneth Paltrow – Zakochany Szekspir
- Christina Ricci – Wojna płci
- Meg Ryan – Masz wiadomość

Najlepszy aktor drugoplanowy:
- Robert Duvall – Adwokat
- Ed Harris – Truman Show
- Bill Murray – Rushmore
- Geoffrey Rush – Zakochany Szekspir
- Billy Bob Thornton – Prosty plan

Najlepsza aktorka drugoplanowa:
- Kathy Bates – Barwy kampanii
- Brenda Blethyn – O mały głos
- Judi Dench – Zakochany Szekspir
- Lynn Redgrave – Bogowie i potwory
- Sharon Stone – Potężny i szlachetny

Najlepsza reżyseria:
- Shekhar Kapur – Elizabeth
- John Madden – Zakochany Szekspir
- Robert Redford – Zaklinacz koni
- Steven Spielberg – Szeregowiec Ryan
- Peter Weir – Truman Show

Najlepszy scenariusz:
- Senator Bulworth - Warren Beatty oraz Jeremy Pikser
- Szczęście - Todd Solondz
- Szeregowiec Ryan - Robert Rodat
- Zakochany Szekspir – Marc Norman oraz Tom Stoppard
- Truman Show - Andrew Niccol

Najlepsza muzyka:
- Dawno temu w trawie - Randy Newman
- Mulan - Jerry Goldsmith
- Książę Egiptu - Stephen Schwartz oraz Hans Zimmer
- Szeregowiec Ryan - John Williams
- Truman Show – Burkhard Dallwitz oraz Philip Glass

Najlepsza piosenka:
- „Reflection” - Mulan
- „The Mighty” - Potęga przyjaźni
- „The Prayer” - Magiczny miecz – Legenda Camelotu
- „Uninvited” - Miasto aniołów
- „When You Believe” - Książę Egiptu

Najlepszy film zagraniczny:
- Festen (Dania)
- Dworzec nadziei (Brazylia)
- Men with Guns (Stany Zjednoczone w języku hiszpańskim)
- De Poolse bruid (Holandia)
- Tango (Argentyna)

## Telewizja
Najlepszy serial dramatyczny:
- Ostry dyżur
- Felicity
- Law & Order
- Kancelaria adwokacka
- Z Archiwum X

Najlepszy serial komediowy lub musical:
- Ally McBeal
- Dharma i Greg
- Frasier
- Ja się zastrzelę
- Spin City

Najlepszy miniserial lub film telewizyjny:
- The Baby Dance
- Z Ziemi na Księżyc
- Gia
- Merlin
- The Temptations

Najlepszy aktor w serialu dramatycznym:
- David Duchovny – Ostry dyżur
- Lance Henriksen – Millennium
- Dylan McDermott – Kancelaria adwokacka
- Jimmy Smits – Nowojorscy gliniarze

Najlepszy aktor w musicalu lub komedii:
- Michael J. Fox – Spin City
- Thomas Gibson – Dharma i Greg
- Kelsey Grammer – Frasier
- John Lithgow – Trzecia planeta od Słońca
- George Segal – Ja się zastrzelę

Najlepszy aktor miniserialu lub filmie telewizyjnym:
- Peter Fonda – Burza (sztuka)
- Sam Neill – Merlin
- Bill Paxton – Wielka blaga
- Christopher Reeve – Okno na podwórze
- Patrick Stewart – Moby Dick
- Stanley Tucci – Winchell

Najlepsza aktorka w serialu dramatycznym:
- Gillian Anderson – Z Archiwum X
- Kim Delaney – Nowojorscy gliniarze
- Roma Downey – Dotyk anioła
- Julianna Margulies – Ostry dyżur
- Keri Russell – Felicity

Najlepsza aktorka w serialu komediowym lub muscialu:
- Christina Applegate – Jesse
- Jenna Elfman – Dharma i Greg
- Calista Flockhart – Ally McBeal
- Laura San Giacomo – Ja się zastrzelę
- Sarah Jessica Parker – Seks w wielkim mieście

Najlepsza aktorka w miniserialu lub filmie telewizyjnym:
- Stockard Channing – Dwie matki
- Laura Dern – Dwie matki
- Angelina Jolie – Gia
- Ann-Margret – Dusza towarzystwa: historia Pameli Harriman
- Miranda Richardson – Merlin

Najlepszy aktor drugoplanowy:
- Don Cheadle – Ludzie rozrywki
- Joe Mantegna – Ludzie rozrywki
- Gregory Peck – Moby Dick
- David Spade – Ja się zastrzelę
- Noah Wyle – Ostry dyżur

Najlepsza aktorka drugoplanowa:
- Helena Bonham Carter – Merlin
- Faye Dunaway – Gia
- Jane Krakowski – Ally McBeal
- Wendie Malick – Ja się zastrzelę
- Camryn Manheim – Kancelaria adwokacka
- Susan Sullivan – Dharma i Greg